# Argelita

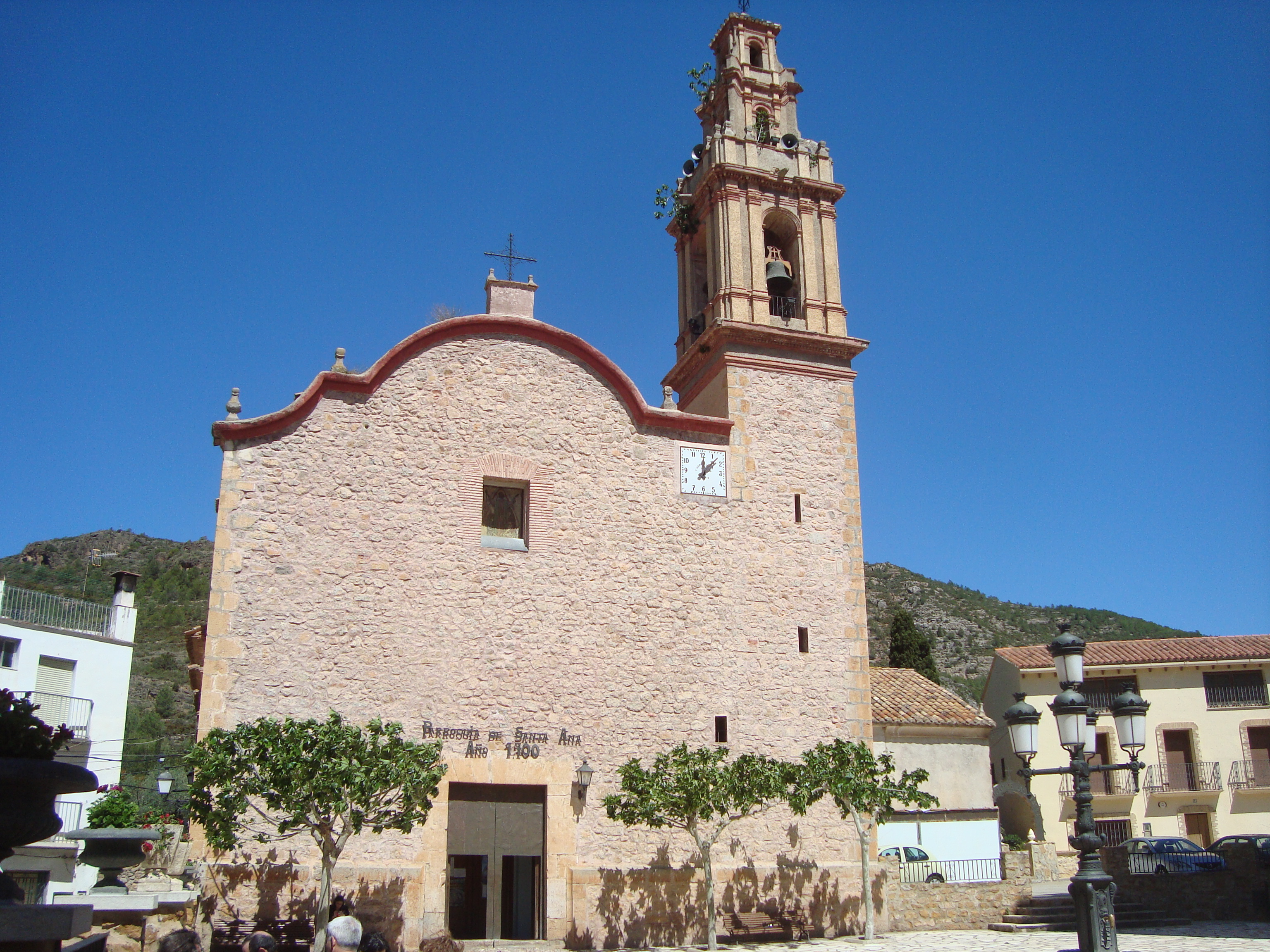
Iglesia parroquial de Santa Ana (Argelita, Alto Mijares, Castellón)

Argelita è un comune spagnolo situato nella comunità autonoma Valenciana.

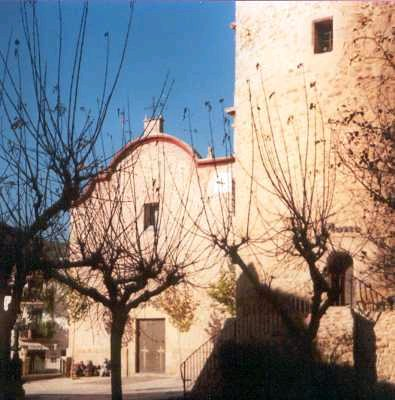
La torre de Zayd

## Altri progetti

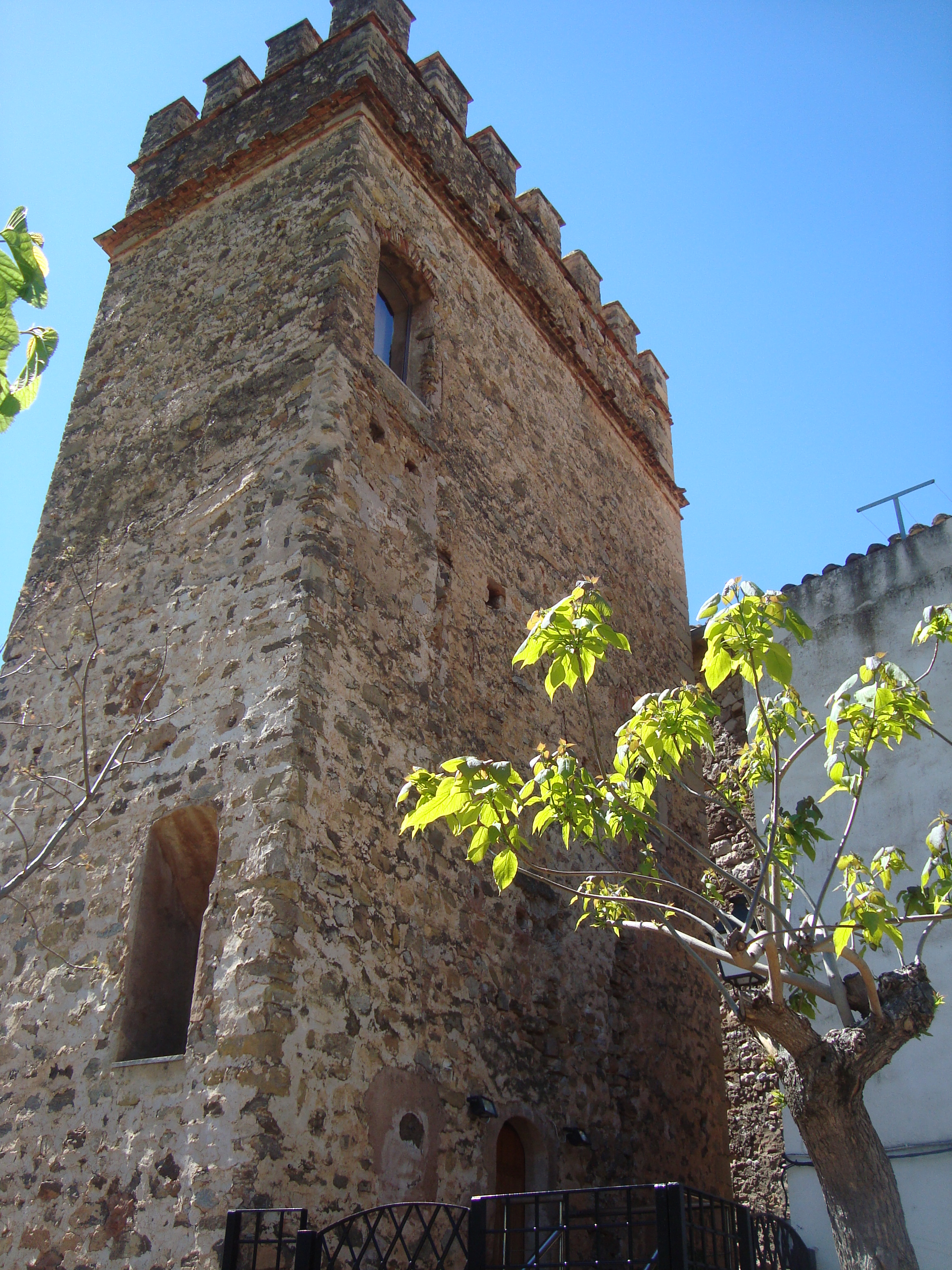
Torre Quadrada (Argelita)

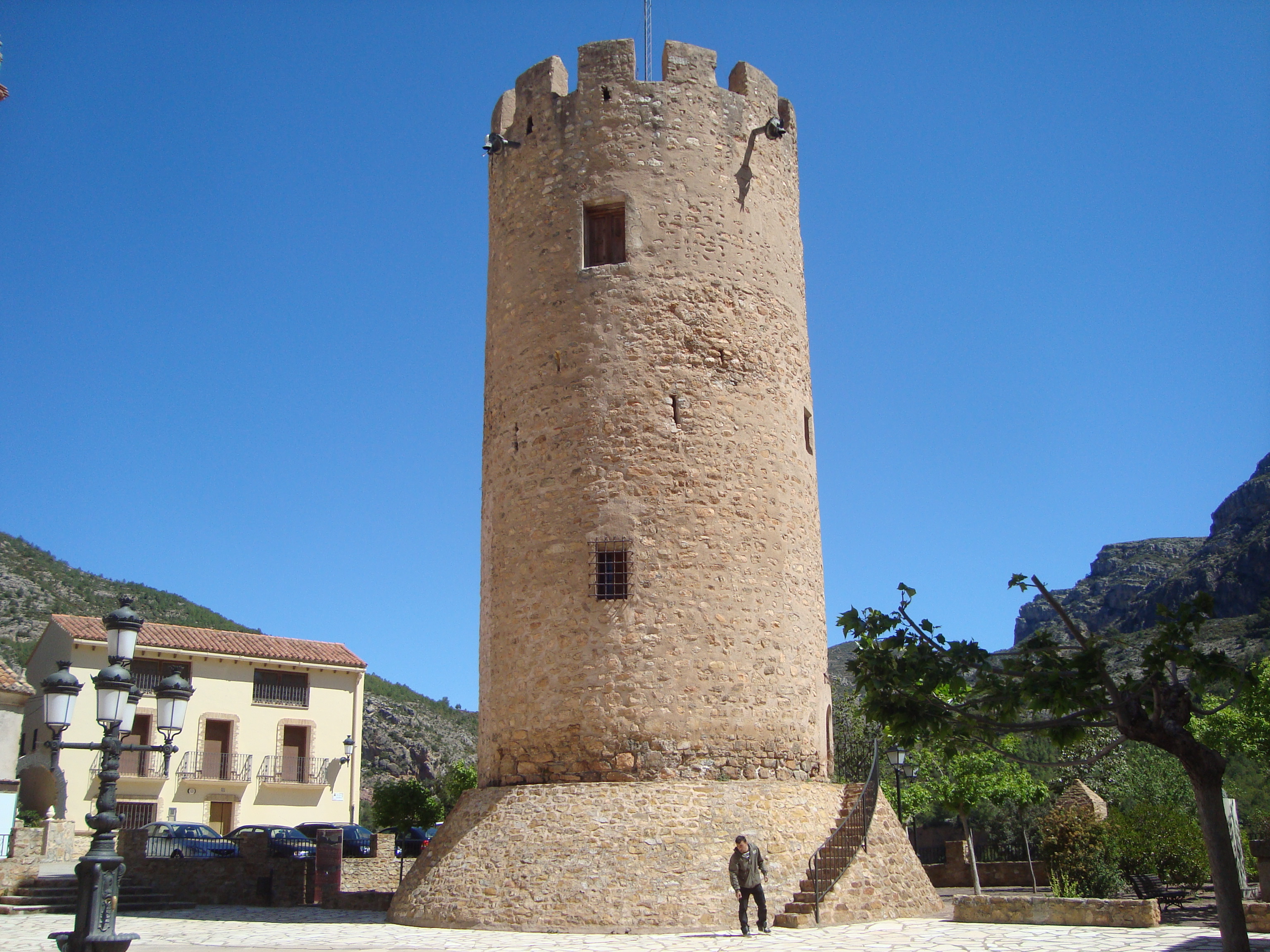
Torre Redona de l'antic Castell Palau de Zeit Abu Zeit (Argelita)